# Walled Lake Consolidated Schools
Las Walled Lake Consolidated Schools es un distrito escolar de Míchigan. Tiene su sede en el Educational Services Center en Walled Lake. El distrito gestiona 14 escuelas primarias, cuatro escuelas medias, tres escuelas preparatorias y una escuela alternativa.
El área del distrito incluyendo todos o partes de las ciudades de Farmington Hills, Novi, Orchard Lake Village, Walled Lake y Wixom, los municipios de Commerce, West Bloomfield y White Lake, y el pueblo de Wolverine Lake.
A partir de 2010 es el distrito escolar más grande del Condado de Oakland, con 15.600 estudiantes y 1.600 empleados.

## Escuelas preparatorias
- Walled Lake Central High School
- Walled Lake Northern High School
- Walled Lake Western High School